# 岸野一雄
岸野 一雄（きしの かずお、1964年6月16日 - ）は、京都府出身の実業家。株式会社グアダループ代表取締役、株式会社マルチニーク代表取締役。
2014年から、伊勢神宮とは無関係の「おいせさん」というブランドを展開し、伊勢神宮近くに本店を構えて、「お清めスプレー」を販売している。

## 略歴・人物
京都府京都市生まれ。大阪明星学園を経て、1987年に早稲田大学文学部美術科を卒業。大学在学中からテレビ番組のアシスタントディレクターや出版社でのアルバイトなどを経験し、卒業後、CM製作会社東映シーエムに入社。翌年、映像製作会社ピラミッドフィルムに移る。この間、テレビCMのほか、PVやテレビ番組など様々なプロデュースを行う。1996年に（株）グアダループを設立して独立。1998年には（有）マルチニークを設立。CMを中心にしながらも、その枠にとらわれないビジュアルメディアに関するプランニング・プロデュースを手がけている。

## 受賞歴
- 全日本コマーシャルフェスティバル（ACC賞）

2000年 - TVスポットCM部門 金賞「QUOQ／ついに来たこの日」
2002年 - TVスポットCM部門 銀賞「QUOQ／聞きまちがい」
- 2000年 - ラジオスポットCM部門 ACC賞「QUOQ／みんな知ってる僕のこと」
- 2003年 - スペースシャワーTV ミュージックアワード BEST-MALE-VIDEO賞 平井堅「Ring」
- 2003年 スイスロカルノ映画祭 Filmmakers of Present賞「tokyo.sora」

## 企画・プロデュース作品

### TV-CM
- 東総信 -「カレシ篇／お通夜篇／クオーク誕生篇」
- SONY - PlayStation「クローズンゲート」「AIBO」「スゴ録」「ハンディカム／毎日がスペシャル」「サイバーショット／ハイ、ソニー。」「Rolly」「Hi MD」
- 赤城乳業 -「ガリガリ君」
- QUOQ -「忍者＆バレリーナ・らくだ篇／王の帰還篇／聞き間違い篇／まさかの時のクオークカード篇／言葉の壁篇／追う男篇」
- choop -「くしゃみ篇」
- コーセー -「Happy Bath Day」
- AMERICAN EXPRESS -「My Life Cafe」
- スカパー!（SKY PerfecTV!）-「小栗旬祭り」「ペ・ヨンジュン祭り」

### GRAPHIC
- SONY -「ハンディカム」「サイバーショット」「PEPZ」「Aibo」「style」
- jav jav - artist
- MONCKS - fashion brand
- orugra - ベルリンのブランドとオリジナルブランドのclothig shop

### TV 番組
- 『BeauTV〜VOCE』（テレビ朝日系列）パーソナリティ道端ジェシカ、ビューティ情報エンタテインメント番組
- 遊人（テレビ東京）
- 少年バッド（テレビ東京）- テリー伊藤×高城剛がメインパーソナリティーのモンドカルチャー番組。

### MUSIC CLIP
- CHARA -「FANTASY」
- 木村カエラ -「リルラ リルハ」「happiness!!!」
- 一青窈 -「「ただいま」」
- 今井美樹 -「年下の水夫」
- Every Little Thing -「スイミー」
- 平井堅 -「Ring」
- 森山直太朗 -「さくら」「夏の終わり」
- THA BLUE HERB -「この夜だけは」
- 倖田來未 -「今すぐ欲しい」
- ACIDMAN -「式日」

### 映画
- tokyo.sora（監督：石川寛、主演：井川遥、2002年）
- tokyo.love（ドイツ・日本合作、短編映画）

### イベント・プロデュース
- PAUL&JOE2007春夏コレクション「秘密のアトリエ」
- PAUL&JOE+ANNA SUIEvent
- 講談社VoCE10周年記念パーティー
- SONY Rollyデビューエキシビジョン
- Lee「ウガンダ オーガニックコットン プロジェクト」
- Elegance 2008「Elegance Museum」

### 空間・プロデュース
- 日本の大衆食堂「たつ吉」
- orugra - ベルリンのブランドとオリジナルブランドの-clothig shop-（現在は閉店）

### 企業 VP
- SUNTORY -「THE オールドウィスキー」「ウィスキー角瓶」
- CLARINS PARIS
- Haagen-Dazs -「Dolce」
- Lee -「MAKE HISTORY in Japan」

### その他
- 子供服「richesse（リシェス）」のブランドプロデュース
- 衆議院議員 石原宏高のクリエイティブプロデュース